# Подольский спуск
Подольский спуск — улица в Подольском районе города Киева.
Пролегает от Овручской улицы до Кирилловской улицы. Проложена в середине 50-х годов XX столетия. Современное название — с 1957 года. К Подольскому спуску присоединяется проход (ступени) к Макарьевской улице.
Протяжённость  1,1 км.

## Особенности
Спуск не имеет застройки, проходит между холмами и склонами.
Несмотря на относительно молодой возраст спуска, он на всей протяжённости выложен брусчаткой.

## Географические координаты
координаты начала  50°28′24″ с. ш. 30°28′36″ в. д.
координаты конца  50°28′57″ с. ш. 30°28′35″ в. д.

## Транспорт
- Троллейбусы 6, 18, 28, 33
- Автобус 31 (по Овручской улице)
- Трамваи 11, 12, 19 (по улице Кирилловской)
- Станция метро «Лукьяновская»
- Ж.д. станция Почайна
- Ж.д. станция Вышгородская

## Почтовый индекс
04107

### Внешние ссылки
- Подольский спуск на сервисе Яндекс.Панорамы.